# Die Schotte

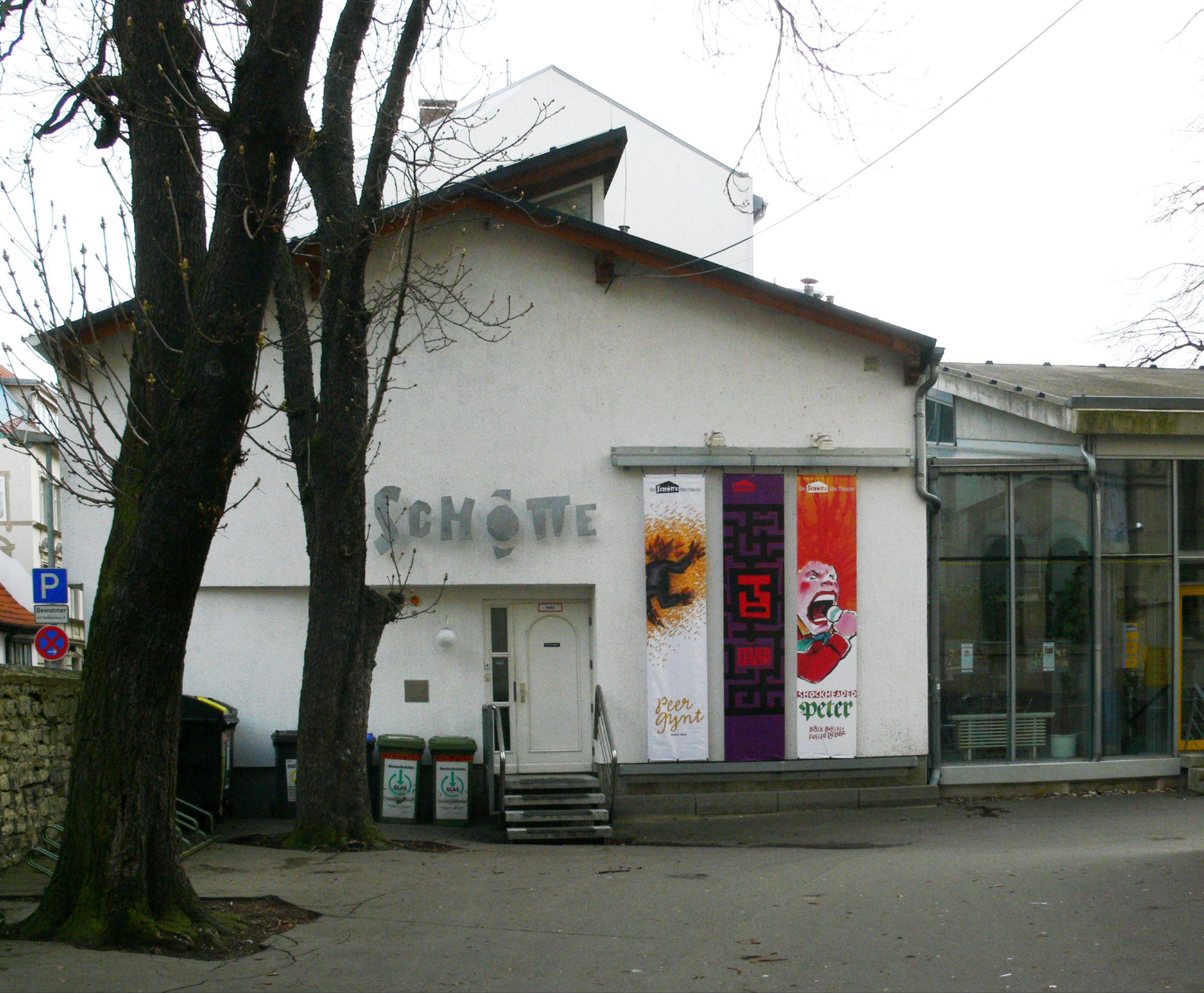
Theater Die Schotte

Das Theater Die Schotte ist eine Kultureinrichtung in Erfurt.

## Geschichte und Konzept
Das Schüler- und Amateurtheater wurde 1991, kurz nach der Wende, als eingetragener Verein gegründet und ging aus dem ehemaligen Pionier- und Jugendtheater hervor. Damals noch auf dem Petersberg fand man in der namensgebenden Schottenstraße, in einer ehemaligen Turnhalle, eine neue Adresse. Mit Geld und Aufwand wurde aus dem baufälligen Gebäude über die Jahre eine Spielstätte mit Bühne, Ton- und Lichttechnik errichtet. Kinder ab 10 Jahren haben die Möglichkeit über Improvisation, szenisches Spiel oder Clownerie theatrale Grundkompetenzen zu erwerben. Hier, mitten in der verkehrsberuhigten Altstadt werden ganzjährig hauseigene Theatervorstellungen, Workshops, Gastspiele und Festivals für die Schul- und Amateurtheaterszene geboten. Sophokles, Shakespeare, Molière, Goethe und Büchner gehören zum Programm. Der Verein hat über 300 aktive Mitglieder. Die Schottenkirche befindet sich nebenan.
Uta Wanitschke ist verantwortlich für die theaterpädagogische Arbeit und die künstlerische Leitung. In den letzten Jahren inszenierten verschiedene Regisseure und Autoren wie Matthias Brenner, Karl-Heinz Krause, Renate Lichnok, Steffen Wilhelm, Matthias Thieme, Susanne Koschig, Mike Sommerfeldt, Rebekka Kricheldor, Juliane Kolata, Olaf Müller, Peter Rauch, Reinhard Friedrich, Ingeborg Wolf.
Mehrere Darsteller der Kinderserie Schloss Einstein spielten auch an der Schotte oder haben dort Schauspielkurse besucht u. a. Hendrik Annel, Paul Hartmann, Lukas Lange, Helene Mardicke, Kaja Eckert, Lisa Nestler.

## Preise und Auszeichnungen
- 2000: gewann die Schotte bei den 16. Internationalen Theatertagen den Theaterpreis für DIE TRAUMREISE DES KLING LING FU
- 2000: Theaterpreis 1. Deutsches Amateurtheatertreffen Stralsund, für DER DRACHE
- 2000: Kulturpreis des Landes Thüringen für das hervorragende Kulturangebot von Jugendlichen für Jugendliche[4]
- 2003: Mehrfache Auszeichnung beim Internationalen Festival Venezuela, 6. Fiesta Internacional del Teatro, San Martin, Caracas
- 2004: Teilnahme am Int. Festival Chile, XV. Temporales Internacionales del Teatro mit IN SEINEM GARTEN LIEBT DON PERLIMPLIN BELISA
- 2004: Theaterpreis 4. Deutsches Amateurtheatertreffen, Sindelfingen für DIE JUNGS VON NEBENAN
- 2005: Bundesverdienstkreuz für Renate Lichnok, Gründerin der SCHOTTE[5]
- 2005: Teilnahme am Welt-Amateurtheater-Festival Monaco, Festival d’amateur de théâtre du monde, Monaco mit DIE ODYSSEE
- 2005: Teilnahme am Int. Festival Spanien, Festival Internacional de Teatro Amateur de Girona mit IN SEINEM GARTEN LIEBT DON PERLIMPLIN BELISA
- 2008: Bürgerpreis des Thüringer Ministerpräsidenten für Demokratisches Engagement und Zivilcourage

- 2010: Grete-Unreis-Preis der Stadt Jena für PROBLEM, ALTER?
- 2010: Ehrenpreis der LIGA der Freien Wohlfahrtspflege in Thüringen e.V für soziales und künstlerisches Wirken
- 2010: Deutscher Amateurtheaterpreis »amarena« für das Lebenswerk von Renate Lichnok[6]
- 2012:  Deutscher Amateurtheaterpreis »amarena« für ROMEO UND JULIA
- 2013: Theaterpreis 29. Theatertage am See, Friedrichshafen für ROMEO UND JULIA

- 2016: Thüringer Kulturnadel der Thüringer Staatskanzlei[7]

- 2016: verlieh der Freistaat Thüringen der Schotte den Thüringer Bürgerpreis für außergewöhnliches soziales oder politisches Engagement.[8]

- 2018: gewann das Theater den Deutschen Amateurtheaterpreis für TSCHICK
- 2021: feierte die Schotte sein 30-jähriges Jubiläum und wurde nach über 200 Inszenierungen mit dem Kulturpreis der Stadt Erfurt für herausragenden kulturellen Verdienste geehrt.[9]